# 吳仕讓
吳仕讓（16世紀—1580年代），又作吳士讓，字允恭，浙江湖州府歸安縣人，明朝政治人物。

## 生平
吳仕讓是嘉靖三十七年（1558年）戊午科應天府鄉試舉人，萬曆八年（1580年）授靈璧縣知縣，地方習俗剽悍喜訟，他親自判案以剷除芟舞文弄墨的吏員；水災令居民流徙，他向上級請求豁免租稅，又說：「水災由於渠道不疏，渠道疏通而不能捍衛，水又來自沒有堤防，請讓我負責此事。」按照地形分開水勢，使得水流不溢滿又能灌溉土地，糧食足夠而人民不飢餓，兩年內治聲流傳，數次獲薦，因勞累去世。他個性磊落，感慨風流，在任靈璧時曾撰寫縣志，有良吏風範。

## 引用
1. 1 2  光緒《歸安縣志·卷三十八·人物傳六》：吳仕讓，字允恭，歸安人，嘉靖戊午舉人，知靈璧縣，邑俗悍喜訟，仕讓手自決獄，而芟其吏之舞文者；患水災居民流徙，請蠲歲租，移文諸鄉，落流徙稍稍歸，請於大吏曰：「水災由於渠不疏，渠疏而不能捍，水由不隄，請身任之。」乃按地形勝覘河脈分水勢，使不得橫行，而借其潤以資溉，粟不虛糜而民亦飽，治聲流傳，兩歲間數登薦剡，以勞瘁卒，仕讓性磊落，感慨風流，映帶為一時冠，任靈璧時撰邑志，有良吏風。 《弇州續稾》，靈璧令吳君墓志
2. ↑  同治《湖州府志·卷七十二·人物傳》：吳仕讓，字允恭，歸安人，嘉靖戊午舉人，知靈璧縣，邑俗悍喜訟，仕讓手自決獄，而芟其胥吏之舞文者；患水災居民流徙，請蠲歲租，移文諸鄉，落流徒稍歸，請於大吏曰：「水災由於渠不疏，渠疏而不能捍，水由不隄，請身任之。」乃按地形勝覘河脈分水勢，使不得橫行，而偕其潤以資溉，粟不虛糜而民亦飽，治聲流傳，兩歲間數登薦剡，以勞瘁卒。仕讓性磊落，感慨風流，映帶一時冠，任靈璧時撰邑志，有良吏風。 《弇州續稾》，靈璧令吳君墓志